# Чишма (Дюртюлинський район)
Чишма́ (рос. Чишма, башк. Шишмә) — село у складі Дюртюлинського району Башкортостану, Росія. Входить до складу Ісмаїловської сільської ради.
Населення — 472 особи (2010; 141 у 2002).
Національний склад:
- башкири — 89 %